# Maria Testa
Maria Testa, född 5 februari 1956, död 13 september 2009, var en italiensk bågskytt. Hon deltog vid olympiska sommarspelen 1992.